# 자기혐오
자기혐오(自己嫌惡, self-loathing), 또는 자기증오(自己憎惡, self-hatred)란 자기 자신을 극도로 증오하거나, 자기 자신을 싫어하며 자기 자신에 대한 분노감 내지 선입견에 빠져 있는 상태를 말한다.
" 그 자기 자신이 속해 있는 가족, 계급, 정신병, 고정관념에 대한 증오 역시 자기혐오라고 칭하기도 한다. 자기공포증 증세와 관련이 있을 수도 있다.

## 심리학 및 정신의학에서의 자기혐오
"자기증오(self-hatred)"라는 용어는 심리학자와 정신과의사들이 가끔 사용한다. 이들은 자신을 증오하는 사람을 자존감(self-esteem)이 저하된 사람이라고 표현한다. 자기증오, 자책감(self-guilt), 수치심(shame)은 특히 신체이형장애(body dysmorphic disorder)와 같이 자기에 대한 결함 인지를 나타내는 장애와 같은 정신질환에 있어 중요 요인이다. 또한 자기증오는 많은 경계선 성격장애(borderline personality disorder) 등의 인격장애(personality disorder) 증상이자, 우울(depression)과 같은 기분장애(mood disorder)의 증상이기도 하다. 또한 생존자의 죄책감(survivor guilt)과 같이 잘못되었다고 인식하는 행동을 질책하는 것과도 관련될 수 있다.
제리 맨더(Jerry Mander) 등의 사회학자들은 TV 프로그램들이 자기증오, 부정적 신체상, 우울을 유도하도록 설계되어, 이후 치료책으로 광고를 사용한다고 본다.

## 사회집단에서의 자기혐오
인종, 성별, 종교 집단이 갖는 자기증오는 주류문화 집단의 증오가 내면화되는 결과라고 본다.

### 미국 흑인
미국 흑인(African-American)에 대한 인종차별과 흑인에 대한 미국 미디어의 부정적 묘사는 미국 외부로도 퍼져서, 흑인들의 자기증오를 증가시켰다.

### 가톨릭
자기증오 혹은 "반가톨릭(anti-Catholic)적 가톨릭은 전통주의 가톨릭(traditionalist Catholic) 입장에서 교리를 개혁하고 가톨릭 교회에 대한 세속적 비판을 하거나 교회의 교리에 세속적인 원칙을 두려는 근대주의 가톨릭(modernist Catholic) 혹은 자유주의 가톨릭(liberal Catholic)에게 행하는 비판을 의미한다.

### 유대인
시어도어 레싱(Theodor Lessing)은 자신의 책 유대인의 자기증오(Jewish Self-Hatred) (1930)에서 이를 병이라고 묘사하면서, "주류 문화의 과도한 동일시의 상징이자, 선입견의 내면화"로 보았다. 학술연구에서 언급된 자료들로부터의 연구들이 있었는데,유대인들의 정신질환은 핍박과 사회 내 종속적 위치로부터 유래한 열등감과 자기증오로부터 나오기도 한다는 결론을 내렸다.
이 용어는 미국 내 반셈족주의(antisemitism) 때문에 발생한 사회정치적 장벽을 극복하고자, 개종, 타 종교인과의 결혼, 다른 신념으로 아이들 양육하는 것을 통해 자신들의 정체성을 숨긴다고 미국 내 유대인들을 낙인찍는데 사용한다.

## 관련개념

### 자기비하
자기비하(self-deprecation)는 자신을 과소평가, 저평가, 폄하하는 것, 혹은 지나친 겸손함을 말한다. 유머와 긴장 완화용으로 사용되기도 한다.

### 자해
자해(self-harm)는 우울, 불안, 분노의 배출로서 신체를 스스로 해하려는 느낌을 강하게 받는 상태로, 여러 정신적 장애들과도 연관되어 있다.
일부 경우 자해는 사고사(accidental death)나 자살(suicide)로 이어진다. 그러나 자살하려는 바람이나 자살 생각하려는 것만으로는 규정된 지시사항이 아니다.

## 같이 보기
- 반추
- 자기
- 자의식
- 자아개념
- 자아상
- 자기동정
- 자기반성
- 자기비하
- 자기수용
- 자기애
- 자기연민
- 자기용서
- 자기존중
- 자기확신